# Xylopal
Xylopal ist ein vor dem Ersten Weltkrieg verwendeter Ersatzbaustoff für Holz oder Linoleum zur Herstellung von Fußböden, bestehend aus Sägemehl, das durch ein Bindemittel zu einer porösen, holzartigen, ziemlich festen, gelblich weißgrauen oder einfärbbaren Masse verkittet ist. Xylopal kann fugenlos verlegt werden, ist fußwarm, elastisch, schalldämpfend, feuersicher, unempfindlich gegen Feuchtigkeit von oben sowie gegen Salz- und Schwefelsäure. Gegen Fäulnis, Schwamm und Wurmfraß gilt es als geschützt, die Abnutzung soll gering sein. Allerdings können, wie bei Terrazzo, Risse auftreten. Xylopal wird in einer Stärke von 10 mm  bis 12 mm verlegt, der fertige Boden kann wie ein Holzfußboden behandelt und mit Wasser gewaschen werden. Gelegentlich sollte er mit Leinöl getränkt werden. Nicht zu verwechseln mit Xylopal als Bezeichnung für Halbedelsteine aus versteinertem Holz, Holzstein, der manchmal auch als Xylopal bezeichnet wird. Xylopal kam beispielsweise beim Bau der Kinderklinik in Breslau zur Anwendung, versuchsweise auch in nicht unterkellerten Räumen.